# Krodo

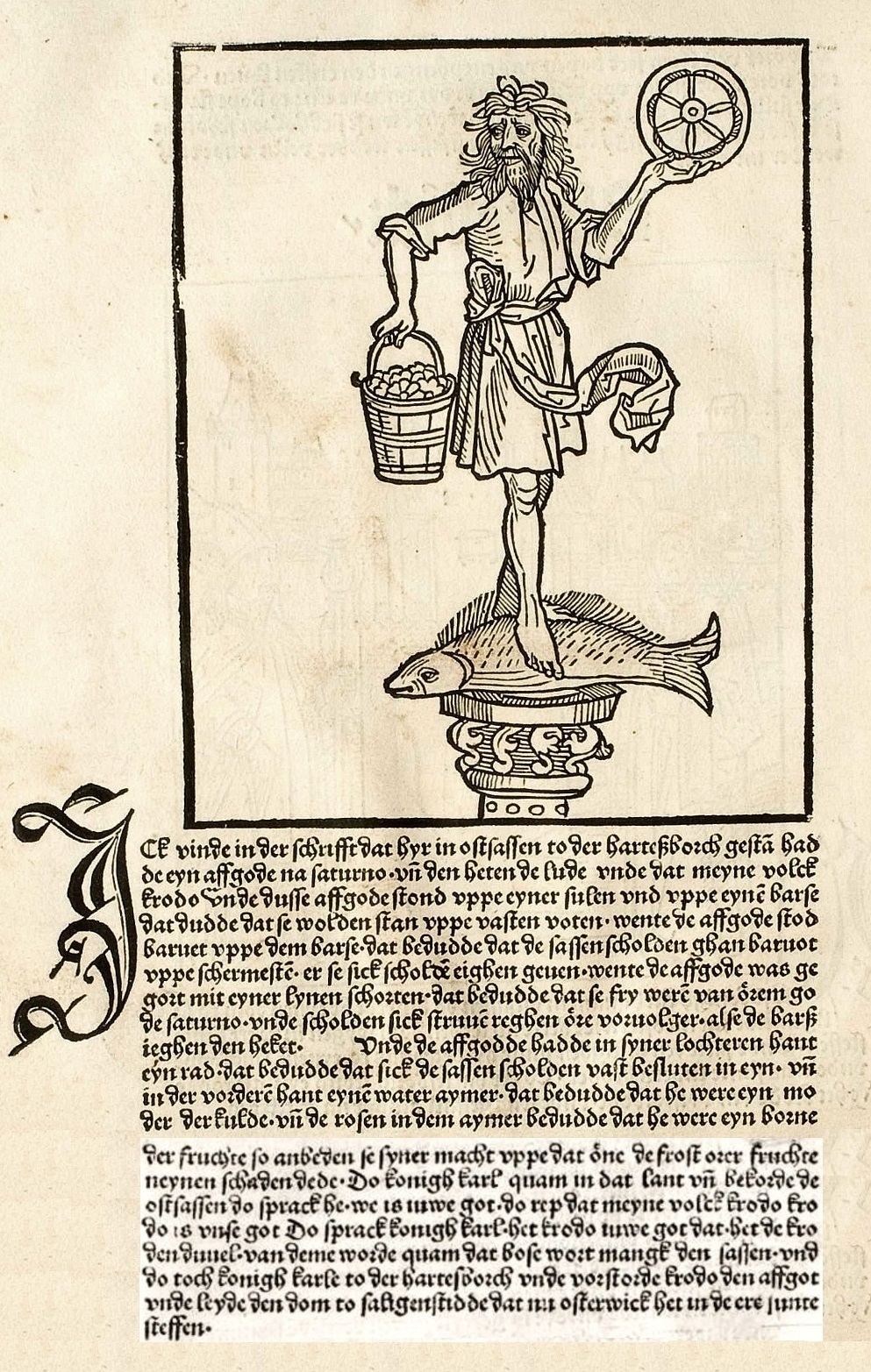
Erste Erwähnung, Abbildung und Deutung der Krodofigur, Sachsenchronik Conrad Bothes, 1492

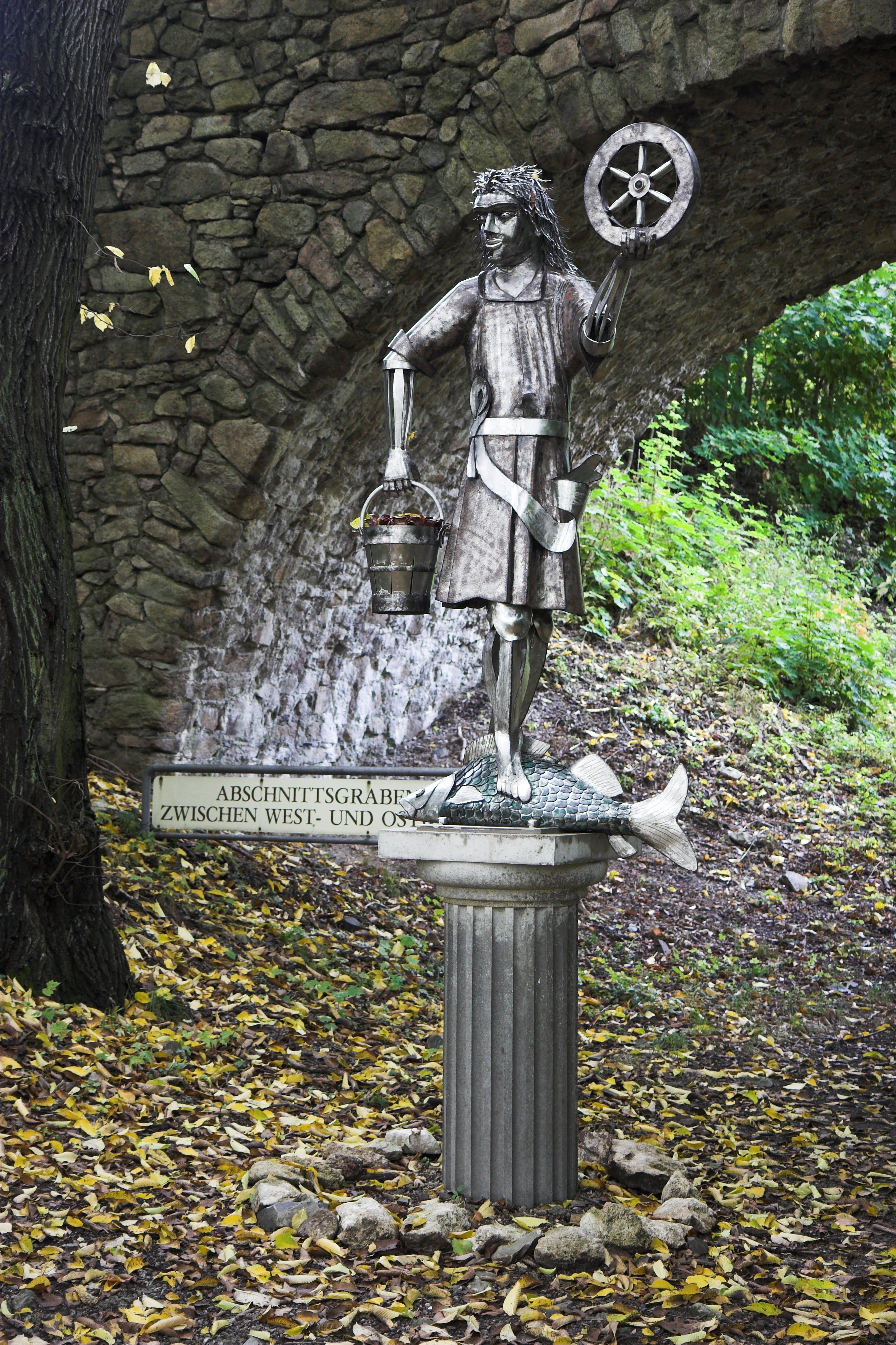
Krodo-Statue an der Harzburg

Krodo war laut Conrad Bothes Sassenchronik von 1492 ein Gott der germanischen Sachsen, der dem römischen Saturnus ähnlich gewesen und dessen Standbild im Jahr 780 auf der Harzburg von Karl dem Großen bei Besiegung der Ostsachsen niedergeworfen worden sei. Aus anderen Quellen ist davon nichts bekannt.
Die Sassenchronik zeigt und beschreibt Krodo als Mann, der auf einer Säule auf einem großen Fisch steht und in der Rechten ein Gefäß mit Blumen, in der Linken ein emporgerichtetes Rad hält. Bothe deutet die einzelnen Details moralisch auf die Einheit und Stärke des Sachsenvolks. Da die Sassenchronik die einzige Quelle bleibt, wird ein vorchristlicher Krodo-Kult heute grundsätzlich bezweifelt, ähnlich wie bei anderen Pseudogottheiten fragwürdiger Herkunft wie Ostara, Biel, Stuffo oder Lollus.
Der sogenannte Krodoaltar in Goslar, der wohl aus dem Jahre 1040 stammt, wurde erst in der frühen Neuzeit im Volksmund mit Krodo in Verbindung gebracht und nach ihm benannt. In der Volkssage wurde die Erzählung vom „Götzen Crodo“ anscheinend als Motiv auf die Gegend der Dörfer Götzenthal und Grotenleide (Crotenlaide) beim sächsischen Meerane übertragen.
Friedrich Georg Weitsch malte 1798 das Historiengemälde Das Opferfest des Krodo.
Mit der Figur des Krodo als Maskottchen wirbt heute das Heilbad Bad Harzburg.